# Muusoctopus tangaroa
Muusoctopus tangaroa is een inktvissensoort uit de familie van de Enteroctopodidae. De wetenschappelijke naam van de soort werd voor het eerst geldig gepubliceerd in 1999 door O'Shea als Benthoctopus tangaroa.